# Le Vagabond des mers
Ne doit pas être confondu avec Le Vagabond des étoiles ou Le Vagabond des Limbes.
Pour plus de détails, voir Fiche technique et Distribution.
Le Vagabond des mers (The Master of Ballantrae) est un film américano-britannique réalisé par William Keighley en 1953, avec Errol Flynn et Roger Livesey.

## Synopsis
Au XVIIIe siècle en Écosse, un narrateur explique qu'en 1745, Bonnie Prince Charlie revient en dans son pays pour demander de l'aide afin de reprendre le trône au roi George II de la maison de Hanovre et y restaurer la maison Stuart.
Jamie Durrisdeer est l'héritier du domaine de Ballantrae. Fidèle aux Stuart, amateur de bagarres et d'aventures galantes, Jamie se joint aux troupes rebelles écossaises et prend part aux combats contre les Anglais. Mais, victorieux, ceux-ci occupent bientôt le pays. Recherché par les nouvelles autorités, Jamie est dénoncé par Jessie, une maîtresse jalouse. Il échappe de justesse à ses poursuivants et, blessé, doit se cacher dans le maquis. Cependant, plus que de douleur physique, Jamie souffre de penser que c'est son frère, Henry, qui l'aurait vendu aux Anglais pour lui prendre le domaine et sa fiancée Allison… Il parvient à s'enfuir avec l'aide de son ami Burke, un colonel irlandais. 
Après diverses aventures qui les amènent à côtoyer des pirates, ils prennent possession d'un galion espagnol et reviennent riches en Écosse. À Ballantrae, ils trouvent les Anglais et sont arrêtés. Avec l'aide d'Henry et de Jessie, qui a avoué sa trahison, ils arrivent à s'enfuir. Jamie donne à son frère une partie des bijoux espagnols, lui laisse le domaine et repart vers les Amériques avec le colonel Burke et Allison.

## Fiche technique
- Titre original : The Master of Ballantrae
- Titre français : Le Vagabond des mers
- Réalisation : William Keighley
- Scénario : Herb Meadow et Harold Medford, d'après le roman de Robert Louis Stevenson
- Dialogue additionnel : Harold Medford
- Direction artistique : Ralph W. Brinton
- Costumes : Margaret Furse
- Photographie : Jack Cardiff (ASC)
- Son : Harold V. King
- Montage : Jack Harris
- Musique : William Alwyn
- Direction musicale : Muir Mathieson
- Société de production : Warner Bros. Pictures
- Société de distribution : Warner Bros. Pictures
- Pays d'origine :  États-Unis,  Royaume-Uni
- Langue originale : anglais
- Format : Couleurs (Technicolor) — 35 mm — 1,37:1 — son Mono (RCA Sound System)
- Genre : Film d'aventure
- Durée : 86 minutes
- Dates de sortie 
  - États-Unis : 5 août 1953
  - France : 30 décembre 1953

## Distribution
- Errol Flynn (V.F. : Raymond Loyer) : Jamie Durie
- Roger Livesey  (V.F. : Jean Clarieux) : colonel Francis Burke
- Anthony Steel  (V.F. : Rene Arrieu) : Henry Durrisdeer
- Beatrice Campbell  (V.F. : Therese Rigaut) : lady Alison
- Yvonne Furneaux  (V.F. : Jacqueline Ferriere) : Jessie Brown
- Felix Aylmer (V.F. : Jacques Berlioz)  : lord Durrisdeer
- Mervyn Johns  (V.F. : Émile Drain) : MacKellar
- Charles Goldner  (V.F. : Richard Francoeur) : Mendoza
- Ralph Truman  (V.F. : Maurice Dorleac) : major Clarendon
- Francis de Wolff  (V.F. : Marcel Raine) : Matthew Bull
- Jacques Berthier  (V.F. : Jacques Erwin) : Arnaud
- Moultrie Kelsall : Capitaine MacCauley
- Charles Carson : Colonel Banks
- Gillian Lynne : Marianne
- Narrateur : Maurice Pierrat
- Archie Duncan : Messager

## Autour du film
- Ce film a été tourné en partie au château d'Eilean Donan (Écosse), en partie en Cornouailles, et en partie dans le port de Palerme en Sicile[2].

## DVD (France)
Le film est sorti sur le support DVD en France :
- Le Vagabond des mers (DVD-9 Keep Case) sorti le 7 juin 2006 édité par Warner Bros. Entertainment France et distribué par Warner Bros. Home Entertainment France. Le ratio écran est en 1.33:1 4/3. L'audio est en Français et Anglais 2.0 mono avec présence de sous-titres français. Pas de bonus vidéo. La durée du métrage est de 86 minutes. Il s'agit d'une édition Zone 2 Pal[3].